# Dani (football, 1974)
Pour les articles homonymes, voir Dani et García.
Daniel García Lara, surnommé Dani, né le 22 décembre 1974 à Cerdanyola del Vallès (province de Barcelone, Espagne), est un footballeur international espagnol.

## Carrière
Daniel García Lara porte le maillot de cinq différents clubs espagnols dans sa carrière professionnelle.
Il est formé au Real Madrid CF, où il joue avec le Real Madrid Castilla en deuxième division faisant quelques apparitions dans l'équipe première, notamment en seizièmes de finale de la Coupe UEFA 1994-1995 contre le Dinamo Moscou (auteur d'un doublé au match aller). Il est ensuite prêté deux ans au Real Saragosse puis fait son retour au Real Madrid le temps d'une saison.
Il s'engage alors au RCD Majorque avec lequel il atteint la finale de la Coupe d'Europe des vainqueurs de coupe en 1999, il marque en finale mais son équipe s'y incline face à la Lazio de Rome.
Il passe également par le FC Barcelone puis l'Espanyol Barcelone. Au total, il inscrit 40 buts pour 208 matchs de première division espagnole. Il termine sa carrière professionnelle en 2007 après deux contrats en Grèce et en Turquie, à l'Olympiakos et à Denizlispor.
Habitué de la sélection espagnole en ce qui concerne les sélections de jeunes, il participe aux Jeux olympiques de 1996 avec l'équipe d'Espagne olympique et compte cinq sélections en équipe d'Espagne A, entre 1998 et 2000, pour un but marqué (contre la Croatie le 5 mai 1999).

## Palmarès

### En sélection
Espagne - 16 ans
- Champion d'Europe des moins de 16 ans en 1991

 Espagne - 17 ans
- Finaliste de la Coupe du monde des moins de 17 ans en 1991

### En club
Real Madrid Club de Fútbol
- Vainqueur de la Ligue des champions de l'UEFA en 1998
- Champion d'Espagne en 1995
- Vainqueur de la Supercoupe d'Espagne en 1993 et 1997

 RCD Majorque
- Vainqueur de la Supercoupe d'Espagne en 1998
- Finaliste de la Coupe d'Europe des vainqueurs de coupe en 1999

 FC Barcelone
- Vice-champion d'Espagne en 2000
- Finaliste de la Supercoupe d'Espagne en 1999

 Real Saragosse
- Vainqueur de la Coupe du Roi en 2004

 Olympiakos
- Champion de Grèce en 2006
- Vainqueur de la Coupe de Grèce en 2006